# Напад на Констанцу
Напад на Констанцу је био напад совјетске Црноморске флоте на румунску луку Констанцу 26. јуна 1941., убрзо након почетка операције Барбароса, инвазије Осовине на Совјетски Савез, и резултирао је јединим сусретом великих ратних бродова у Црном мору током Другог светског рата. Напад је требало да буде координисан напор између бродова и авиона флоте да се подели пажња бранилаца, али бомбардери нису напали у одређено време.
Двојици вођа разарача је наређено да у раним јутарњим сатима бомбардују луку, покривени крстарицом и разарачем. Нанели су извесну штету, али их је ангажовала обалска артиљерија Осовине и неколико румунских бродова. Двојица вођа разарача су били мало оштећени и повукли су се под ватром, у румунско минско поље; један од вођа разарача је потопљен, а крстарица је оштећена од мина док су напуштали подручје.
Неколико група бомбардера је касније бомбардовало град тог дана и следеће ноћи, али није нанело штету својим циљевима. Девет бомбардера оборено је противваздушном ватром и ловцима Осовине. Пораз је довео до тога да Совјети буду много опрезнији у коришћењу својих бродова у домету одбране Осовине.

## Позадина
Након што се Румунија придружила Тројном пакту у новембру 1940. године, Немци су се сложили да изграде обалске артиљеријске батерије за јачање застареле румунске обалске одбране, укључујући Тирпик батерију јужно од Констанце, наоружану са три топа СК Л/45 из периода Првог светског рата. Батерију је управљало 700 припадника Кригсмаринеа, иако је номинално била под румунском контролом као и све снаге Осовине у Румунији.
Упозорени од стране Адолфа Хитлера о планираном датуму за немачку инвазију на Совјетски Савез, под кодним називом Операција Барбароса, 22. јуна 1941. румунски минополагачи Amiral Murgescu, и Аурора поставили су 1.000 мина између рта Мидија и Тузле да би заштитили Констанцу између 16. и 19. јуна.
Краљевско румунско ваздухопловство је 22. јуна извршило напад на совјетске аеродроме у Бесарабији, уништивши 37 совјетских авиона на земљи. У знак одмазде четири лака бомбардера Тупољев СБ из 40. бомбардерског авијационог пука Црноморске флоте и четири бомбардера Иљушин ДБ-3 из 2. минско-торпедног авијационог пука безуспешно су напали Констанцу током поподнева. Два СБ нису успела да се врате; Румунски борбени пилот Хориа Агарици је заслужан за обарање три СБ бомбардера током напада и слављен је као национални херој у пропагандној песми. Три друга ДБ-3 су касније те ноћи бомбардовала Констанцу без ефекта и губитка. Након неуспеха почетних ваздушних напада, вицеадмирал Филип Октјабрски, командант Црноморске флоте, одлучио је да изведе комбиновани ваздушни и поморски напад на Констанцу и морски јуриш на делту Дунава.

## Бомбардовање
Две вође разарача Leningrad-class, Moskva и Kharkov, које су покривале крстарица Voroshilov, и разарачи Soobrazitelny и Smyshleny, били су организовани у оперативну групу за напад. Потоњи разарач се, међутим, насукао на путу и морао је да се врати у луку. Совјети су такође држали бојни брод Парискаија Комуна 100 mi (160 km) на мору како би искористили почетни успех, а нападу су се придружили и совјетски бомбардери.
Оперативна група Ворошилов се приближила и гранатирала Констанцу у раним сатима 26. јуна 1941, запаливши неке резервоаре за нафту и складишта, и оштетивши инфраструктуру луке. Румуни су очекивали совјетски напад и њихова одбрана, коју су чинили разарачи Regina Maria, Mărăști, румунска обалска батерија Елисабета и немачка обалска батерија Тирпитз, била је спремна да се бори са совјетским бродовима. За десет минута, почевши од 04:02, Москва и Харков испалили су чак 350 граната са својих 130 mm (5,1 in) пушке. У 4:09 полетео је авион румунске поморске авијације на осматрање. Истовремено, румунска обалска батерија и два ратна брода отворили су ватру са својих 120 mm (4,7 in) топова са удаљености од 14 mi (23 km). Тирпикова батерија је такође почела да усмерава ватру на совјетске бродове. Румунски ратни бродови су оштетили Москву, а њен главни јарбол оборила је граната 120 мм, док је Харков даље погођен Тирпиц, што је оштетило њене парне цеви. Совјети су почели да се повлаче у 4:12 док су постављали димну завесу, али су упловили у румунско минско поље. Москва је налетела на мину у 4:21 и потонула у року од неколико минута, са 268 погинулих морнара и 69 преживелих које су Румуни заробили. Према већини извора, потопљена је од румунских мина, иако се као узроци наводе и гранате из Регине Марије и обалске батерије Тирпик или ненамерни напад пријатељске ватре торпедом совјетске подморнице Шч-206. Ворошилов је такође оштећен од мине која је експлодирала када ' је Сообразитељни паравани активирали.
Далека авијација и 63. совјетска поморска авијациона бригада Црноморске флоте координирале су своје нападе на циљеве у Букурешту, Сулини, Констанци и реци Дунав ујутру 26. јуна. Седамнаест ДБ-3 из 21. пука бомбардера дугог домета полетело је са њиховог аеродрома у Сакију на Криму. Противваздушна ватра са бродова у луци Констанца била је јака и најмање један бомбардер намерно је бацио своје бомбе у море. Пресрели су их ловци Осовине након бомбардовања Констанце и један бомбардер је оборен, иако су бомбаши тврдили да су оборили два ловца. Пук је тог јутра изгубио седам авиона из свих разлога, а још један пар се вратио кући са једним поквареним мотором. После тога, команданти далекометне авијације одлучили су да њихови бомбардери само ноћу лете изнад Румуније.
Операције 63. бригаде поморске авијације биле су ближе интегрисане у бомбардовање морнарице са нападима на Констанцу у три таласа. Први је требало да буде пре него што бродови отворе ватру, други талас је требало да буде током бомбардовања, а последњи да одвуче пажњу силама Осовине док се бродови повлаче. Пар двомоторних бомбардера Иљушин Ил-4 из 2. минско-торпедног ваздухопловног пука који је чинио први талас морао је да се врати због механичких проблема пре него што је стигао до циља. Од два СБ брза бомбардера другог таласа, један се вратио због квара, а други није успео да се врати. Трећи талас је пресрела ескадрила (staffel) ловаца Мессерсцхмитт Бф 109 из 3. групе Фајтер Винг 52 (Jagdgeschwader 52), много након што је Москва потонула, која је тврдила да је оборила 11 ДБ-3 и 7 СБ. Седам СБ је успело да нападне Констанцу.
Румуни су тврдили да су током битке оборили девет бомбардера Тупољев СБ, од којих је за два полагао право Амирал Мургеску и један Марашти. Преосталих шест авиона је оборила румунска АА батерија. Неуспех рације, заједно са другим губицима које је претрпела Црноморска флота, довели су до тога да Октјабрски буде много опрезнији у употреби површинских ратних бродова. 